# Władimir Malinow
Władimir Asenow Malinow (bułg. Владимир Асенов Малинов; ur. 3 czerwca 1976 w Sliwenie) – bułgarski prawnik i menedżer, w latach 2024–2025 minister energetyki.

## Życiorys
Uzyskał magisterium z prawa na Uniwersytecie Sofijskim im. św. Klemensa z Ochrydy. Pracował jako urzędnik w ministerstwie obrony, w latach 2008–2010 był kierownikiem wydziału badań rynku i zarządzania projektami strategicznymi. Później zawodowo związany z Bułgartransgazem, bułgarskim operatorem systemu przesyłowego gazu ziemnego. Kierował jego działem prawnym, a w 2018 został dyrektorem wykonawczym tego przedsiębiorstwa. W 2019 został też prezesem zarządu hubu gazowego Gazow Chyb Bałkan, a w 2021 wszedł w skład zarządu Europejskiej Sieci Operatorów Systemów Przesyłowych Gazu (ENTSOG). W kwietniu 2024 objął urząd ministra energetyki w technicznym rządzie Dimityra Gławczewa. Pozostał na tym stanowisku również w utworzonym w sierpniu 2024 drugim gabinecie dotychczasowego premiera, kończąc urzędowanie w styczniu 2025.